# Stäben

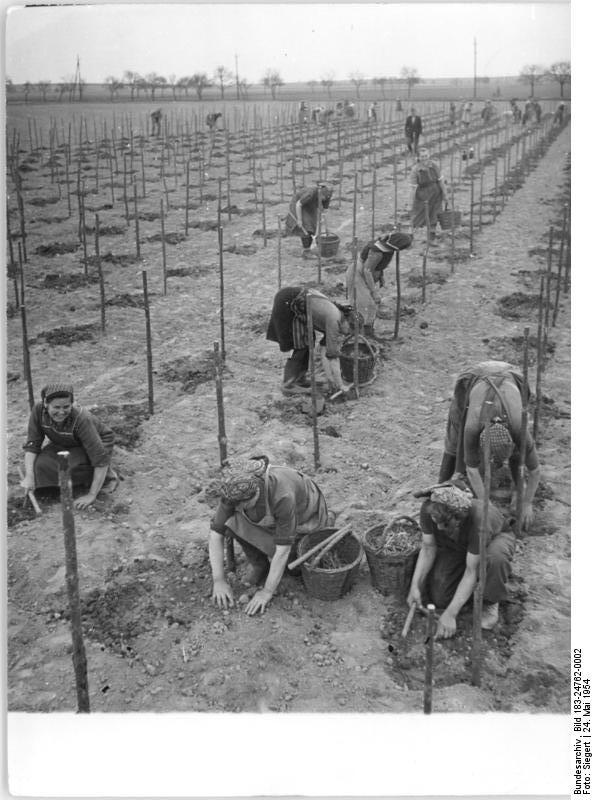
Stäben von Hopfen

Das Stäben (auch stützen) eine Technik im Gartenbau. Die Technik des Stäbens wird in der Gärtnerausbildung gelehrt.

## Vorgehensweise
Durch das Stäben bekommt die Kulturpflanze einen geraden Wuchs, der wichtig für die Entwicklung der Pflanze ist. Beim Stäben wird ein passender Stab in der Größe der späteren Kulturpflanze benötigt. Zuerst wird ein 10 bis 20 cm tiefes Loch vor der Kulturpflanze in die Erde gestochen, damit der Stab in der Erde angedrückt werden kann, wodurch er Halt und Stabilität bekommt. Nachdem der Stab gesetzt wurde, drückt man die Kulturpflanze so an, dass sie gerade am Stab anliegt.
Danach wird die Kulturpflanze Stück für Stück am Stab angebunden. Zum Befestigen werden meist eine Heftzange oder spezielle Gummibänder verwendet.